# Петропавлівська волость (Маріупольський повіт)
Бергтальська волость — адміністративно-територіальна одиниця Маріупольського повіту Катеринославської губернії.
Станом на 1886 рік складалася з 5 поселень, 5 сільських громад. Населення — 2687 осіб (1492 чоловічої статі та 1195 — жіночої), 211 дворових господарств.
|                     | Площа, десятин | У тому числі орної, дес. |
| ------------------- | -------------- | ------------------------ |
| Сільських громад    | 9557           | 4721                     |
| Приватної власності | —              | —                        |
| Казенної власності  | —              | —                        |
| Іншої власності     | —              | —                        |
| Загалом             | 9557           | 4721                     |

Поселення волості:
- Бергталь — колонія німців за 160 верст від повітового міста, 956 осіб, 139 дворів, молитовний будинок, школа, 4 лавки, 2 постоялих двори.
- Гейбуден — колонія німців, 176 осіб, 29 дворів, школа, лавка.
- Фрідріхсталь — колонія німців, 186 осіб, 32 двори, школа.
- Шенталь — колонія німців, 136 осіб, 41 двори, школа, лавка.
- Шенфельд — колонія німців, 206 осіб, 48 дворів, школа, лавка.

7 (20) листопада 1917 року, відповідно до Третього Універсалу Української Центральної Ради, увійшла до складу Української Народної Республіки.  